# NGC 5079
NGC 5079 في الفهرس العام الجديد، هي مجرة، تقع في كوكبة العذراء. اكتشفت في 11 مايو 1784 بواسطة ويليام هيرشل.

## روابط خارجية
- NGC 5079 على موقع ويكي سكاي: DSS2, SDSS, GALEX, IRAS, Hydrogen α, X-Ray, Astrophoto, Sky Map, Articles and images